# Leonard Part 6
Leonard Part 6 (Brasil: Leonardo, um Agente Muito Trapalhão / Portugal: Leonard, o Grande Espião) é um filme de comédia estadunidense de 1987 que faz uma paródia dos filmes de espionagem. Foi dirigido por Paul Weiland e estrelado por Bill Cosby, que também produziu o filme e escreveu sua história. O filme também é estrelado por Joe Don Baker e Gloria Foster, o último dos quais interpretou o vilão. O filme foi filmado em Área da baía de São Francisco, e foi classificado como PG, Parental Guidance (Orientação Paterna) pela Motion Picture Association of America. Ele ganhou vários prêmios Framboesa de Ouro incluindo o de pior filme, o próprio Cosby denunciou e repudiou na imprensa nas semanas que antecederam a sua liberação.

## Sinopse
Bill Cosby interpreta Leonard Parker, um ex-espião da CIA. A partir da sequência de abertura do filme, fica a explicação que o título do filme refere-se à ideia de que este filme é, na verdade, o sexto de uma série de filmes com as aventuras de Leonard, como partes de um a cinco foram presos, no interesse da segurança mundial.
O filme começa com Parker sendo re-recrutado por seus ex-empregadores na CIA para salvar o mundo de uma vegetariana do mal chamada Medusa Jonhson que faz lavagem cerebral nos animais para matar pessoas. O filme termina com Leonard se infiltrando na base da vegetariana, cortando os vegetarianos com magia de carne que ele recebeu de uma cigana, liberando os animais em cativeiro e inundando a base com Alka-Seltzer. Ele escapa montando em um avestruz no telhado do prédio, com o avestruz o levando.

## Elenco
- Bill Cosby como Leonard Parker
- Tom Courtenay como Frayn
- Joe Don Baker como Nick Snyderburn
- Moses Gunn como Giorgio Francozzi
- Gloria Foster como Medusa Johnson
- Pat Colbert como Allison Parker
- Victoria Rowell como Joan Parker
- Anna Levine como a cigana e enfermeira Carvalho
- Jane Fonda faz uma breve aparição como ela fala com Leonard durante as filmagens de um de seus vídeos de exercícios.

## Recepção
O filme recebeu críticas esmagadoramente negativas. Quando o filme foi lançado em 1987, Bill Cosby disse que estava tão decepcionado com ele que ele aconselhou publicamente as pessoas a não desperdiçar seu dinheiro com isso.
O Los Angeles Times escreveu: "'Leonard Part 6' é um presunçoso, exercício tedioso em autoindulgência... Não há praticamente nada para rir neste filme, e muito de tudo o resto." The Times observou que, embora Weiland foi o diretor, "claramente Cosby, como estrela, o produtor e homem ideia (escritor), é o autor aqui."

Sua direção de Leonard Part 6 resultou em Weiland sendo indicado para o prêmio Framboesa de Ouro de Pior Diretor. Questionado anos mais tarde sobre seu trabalho no filme, Weiland lembrou:
"Foi um erro terrível. ... Quando alguém entra nessa posição (posição de poder de Bill Cosby na década de 1980), eles são cercados por bajuladores e ninguém lhes diz a verdade. Mas Cosby simplesmente não era engraçado. Eu não podia dizer a ele diretamente. Eu diria que se sente lento, e ele dizia: 'Você se preocupa com a construção, deixe-me preocupar com engraçado'."
Caryn James do The New York Times escreveu: "Sr. Cosby e o diretor, Paul Weiland, eram supostamente em desacordo durante as filmagens de Leonard Part 6, que abre hoje no Cine 1 e outros cinemas, mas não há muita culpa para eles para compartilhar. Direção do Sr. Weiland, a história de Mr. Cosby e roteiro de Jonathan Reynolds parecem igualmente banal."

### Bilheteria
O filme foi um fracasso de bilheteria, e em parte graças aos conselhos de Cosby no filme, só arrecadou $4,615,255—uma mera fração de seus $24 milhões de orçamento.

### Prêmios
O filme ganhou três prêmios Framboesa de Ouro, de Pior Ator (Cosby), Pior Filme, e Pior Roteiro (Jonathan Reynolds e Cosby). Foi nomeado para mais dois prêmios Framboesa de Ouro, para Pior Atriz Coadjuvante (Foster) e Pior Diretor (Weiland). Algumas semanas após a cerimônia, Cosby aceitou seus três Framboesa no programa The Late Show da Fox. Ele pediu que os três prêmios Framboesa auferidos a ele fossem feitas especificamente de 24 quilates (99.99%) de ouro e mármore italiano. Próprio Cosby depois trouxe os prêmios com ele quando ele foi um dos convidados no The Tonight Show starring Johnny Carson, exibindo-os alegremente e proclamando: "Eu varri os prêmios!" Para o Framboesa de Ouro de 2005, o filme recebeu uma indicação na categoria Pior "Comédia" dos Nossos Primeiros 25 Anos.

### Home media
Leonard Part 6 foi lançado pela Columbia Pictures (agora propriedade da Sony) em DVD, em 26 de abril de 2005.